# トリクロロイソシアヌル酸
トリクロロイソシアヌル酸（trichloroisocyanuric acid）は、主に塩素化剤、殺菌剤、脱臭剤、ウールの縮毛防止剤などの用途に使われる白色結晶性粉末で、強い塩素臭を持つ。ナトリウム塩として用いられることもある。なお、同様の用途にしばしば使われる塩化シアヌル（2,4,6-トリクロロ-1,3,5-トリアジン）とは別の化合物である。

## 用途
有機合成化学での有機塩素化合物合成の際の塩素化剤、プールの殺菌剤、脱臭剤、家庭用クリーナー(殺菌剤)、ウールの縮毛防止剤、工業用防臭剤など。

## 反応
水中で加水分解し，次亜塩素酸とシアヌル酸を生ずる．
{\displaystyle {\ce {C3Cl3N3O3 + 3H2O -> C3H3N3O3 + 3HClO}}}
プールの殺菌消毒作用は，次亜塩素酸または次亜塩素酸から生ずる遊離塩素による．
塩酸などの酸と反応すると，塩素を生ずる．
{\displaystyle {\ce {C3Cl3N3O3 + 3HCl -> C3H3N3O3 + 3Cl2}}}
この為，酸性洗剤との併用は塩素ガスが生じて危険である．

### 有機合成における利用
インドール環など比較的不活性な芳香族化合物の水素原子を塩素原子に置換するのに利用される．

## 危険性

### 化学的危険性
酸化剤であり，還元性のある金属や亜硫酸塩などの物質との接触または加熱により激しく反応し，爆発の危険性がある．また，塩基とも激しく反応し，これも爆発の危険性がある．

### 身体への影響
眼，肺などの粘膜への刺激が強く，吸入により肺水腫の原因となる．

## 参考
1. 1 2
2. ↑  安全衛生情報センター　製品安全データシート　1,3,5－トリクロロイソシアヌル酸　作成日 2009年3月30日
3. ↑  “Trichloroisocyanuric Acid 87-90-1 | 東京化成工業株式会社”. www.tcichemicals.com. 2024年1月3日閲覧。
4. ↑  “ICSC 1675 - トリクロロイソシアヌル酸”. www.ilo.org. 2024年1月3日閲覧。

　　　（※その他の化学的性質などは全てen版によった。）